# Michael Moussa-Adamo
Michael Moussa Adamo (Makokou, 10 de enero de 1961-Libreville, 20 de enero de 2023) fue un periodista, político y diplomático gabonés. Era el canciller de su país al momento de su muerte.

## Biografía
Moussa Adamo comenzó su carrera en 1981 como presentador de televisión en el Canal 2 de Radio Télévision Gabonaise. En el mismo año viajó a los Estados Unidos, donde trabajó en la Universidad de Boston como asistente de enseñanza en el Centro de Estudios Africanos y como asistente de investigación en el Centro de Relaciones Internacionales. En 1989 obtuvo una licenciatura y una maestría en relaciones internacionales y comunicación. Después de graduarse, trabajó como consultor para el Fondo Mundial para la Naturaleza en Washington D. C.
En 1991 regresó a Gabón, donde inició una carrera en el servicio público. En enero de 2000 fue elegido diputado a la Asamblea Nacional de Gabón. Ese mismo año se convirtió en jefe de gabinete del entonces ministro de Defensa, Ali-Ben Bongo Ondimba. Moussa pasó cinco años en la Asamblea Nacional y fue portavoz de la comisión parlamentaria de asuntos exteriores y defensa.
En febrero de 2007, Moussa Adamo fue nombrado Asesor Especial y Jefe de Misión del entonces presidente Omar Bongo. Cuando su hijo Ali Bongo Ondimba fue elegido presidente en 2009, Moussa Adamo fue su asesor especial. En octubre de 2009 asumió como Jefe del Departamento de Tecnologías de la Información del Ministerio de Comunicaciones.
De 2011 a 2020 fue Embajador de Gabón en los Estados Unidos. Luego se desempeñó como Ministro de Defensa antes de ser nombrado Ministro de Relaciones Exteriores en marzo de 2022, sucediendo a Pacôme Moubelet-Boubeya.